# Marquês de Pombal (métro de Lisbonne)
Marquês de Pombal est une station du métro de Lisbonne sur la ligne jaune et la ligne bleue.